# بيتر أدولف بيرسون
بيتر أدولف بيرسون (بالسويدية: Peter Adolf Persson)‏ هو رسام سويدي، ولد في 25 سبتمبر 1862 في Kvistofta ‏ في السويد، وتوفي في 15 يناير 1914 في Tyringe ‏ في السويد.